# Рудаков, Александр Петрович (историк)
Алекса́ндр Петро́вич Рудако́в (1886—1940) — русский и советский историк-византинист, краевед, профессор Московского университета, писатель.

## Биография
Родился в семье ремесленника-оружейника, в Туле. Окончил Тульскую мужскую гимназию и в 1904 году поступил в Московский университет, где специализировался в изучении всеобщей истории. За сочинение «Боярство и самодержавие в XVI веке» был удостоен премии имени Н. В. Исакова. В 1908 году за сочинение об аграрном вопросе в Римской империи — «Аграрный вопрос в политике и литературе последних десятилетий Римской республики» — был удостоен золотой медали. Окончил историко-филологический факультет университета в 1909 году с дипломом первой степени.
Ещё студентом опубликовал в журнале «Гермес» исследование о римском императорском законодательстве; две больших подборки переводов из античной поэзии: в пятом номере переводы из Сафо, в семнадцатом и восемнадцатом номерах переводы из Анакреонта, Платона, Симонида Кеосского, Мелеагра. Сочинения Рудакова, посвященные истории и культуре Римской империи, пробные лекции в 1911—1912 годах получили высокую оценку кафедры всеобщей истории и Министерства народного просвещения. В 1913 году Рудаков успешно сдал магистерский экзамен в Петербургском университете (тема сочинения — «Первый афинский морской союз»). С 1914 года он был приват-доцентом Московского университета.
Вместе с изучением византийской и античной истории А. П. Рудаков со студенческих лет занимался изучением истории России. В 1916 году он опубликовал брошюру «Тульский кремль. Страничка из тульской археологии». В 1915—1917 годах Александр Петрович читал лекции по истории Востока и античного мира для рабочих тульского оружейного завода. Вышедшие в 1917 году «Очерки византийской культуры по данным греческой агиографии» были, по всей видимости, его магистерской диссертацией. Октябрьская революция сделала изучение Византийской империи неактуальным.
В 1918 году Рудаков уже был профессором Московского университета, но в Москве он в это время бывал лишь наездами и вскоре окончательно переехал в Тулу. С того же года преподавал в Туле в Институте народного образования (ИНО), выступал с популярными лекциями в печати. С сентября 1918 года по март 1919 года А. П. Рудаков был уполномоченным Главного архивного управления. С четырьмя помощниками по архивному подотделу, созданному в январе 1919 года при губернском отделе народного образования, он сумел взять на учёт архивы дореволюционных учреждений, организаций и предприятий, приступить к разбору дел городской управы, Казённой палаты, некоторых личных дел (более 4000 архивных фондов). Многие из них спасли буквально из утиля — так, документы губернской Земской управы в последний момент вывезли со склада утильсырья на двух десятках подвод. А фонд дворянского депутатского собрания попал в подвалы ЧК. Вызволить эти бумаги стоило огромных трудов, тем более что Тула в 1919 году являлась прифронтовым городом.
По инициативе Рудакова в мае 1919 года в Туле на Менделеевской улице, в доме 8, открылся Художественно-исторический музей «для ознакомления масс с сокровищами искусства и старины». В 1922 году в «Настольном альманахе-календаре» была опубликована статья Рудакова «Тульские здания как исторические памятники». В 1923 году он опубликовал «Очерки по истории Тулы и тульского края». К 1924 году был подготовлен «Исторический очерк тульской архитектуры», но эта рукопись не была напечатана и оказалась утраченной. В 1925 году Рудаков был одним из руководителей исторической секции Общества по изучению тульского края. В 1925 году он издал сборник «По тульскому краю», куда вошла и его статья «История оружейного дела в Туле». Общество по изучению тульского края в одном из номеров своего журнала «Тульский край» опубликовало статью Рудакова «Экономика Тульской губернии в середине XIX века». Рудаков активно работал в Обществе по изучению Тульского края, печатался в местных изданиях, выступал с лекциями, преподавал в Институте народного образования и на рабфаке.
После создания Тульского педагогического института А. П. Рудаков стал первым заведующим кафедрой истории СССР в этом вузе. В доме Рудаковых часто бывали студенты, с которыми он подолгу беседовал о жизни, устраивал поэтические и астрономические вечера.
Бывший профессор Московского университета Александр Петрович Рудаков умер в Туле в декабре 1940 года.

## Сочинения
- Очерки византийской культуры по данным греческой агиографии / А. П. Рудаков, прив.-доц. Моск. ун-та. — М.: т-во «Печ. С. П. Яковлева», 1917. — [2], II, 288 с.
  - Очерки византийской культуры по данным греческой агиографии / А. П. Рудаков; [Предисл. Г. Л. Курбатова, Г. Е. Лебедевой, с. 5—22; Послесл. Г. Е. Лебедевой, с. 275—294]. — СПб.: Алетейя, 1997. — 294, [1] с. — (Серия «Византийская библиотека». ВБ. Исследования). — ISBN 5-89329-021-6.